# 市川典男
市川 典男（いちかわ のりお、1958年5月10日 - ）は、日本の実業家。象印マホービン代表取締役社長執行役員。大阪府八尾市出身。

## 経歴
- 1958年 - 象印マホービン創業者の市川銀三郎の孫、社長の市川重幸の実子として生まれる。
- 1981年 - 甲南中学校・高等学校を経て、甲南大学経済学部を卒業、象印に入社（在学中には米国留学を経験）。
- 1998年 - 取締役に就任。
- 2001年 - 現職に就く（当時42歳）。

## テレビ番組
- 日経スペシャル カンブリア宮殿 老舗"家庭用品"メーカー 「象印」ものづくりの全貌（2023年9月14日、テレビ東京）- 象印マホービン社長として出演[3]。